# Relations entre la France et l'Union africaine
 (novembre 2018).
Si vous disposez d'ouvrages ou d'articles de référence ou si vous connaissez des sites web de qualité traitant du thème abordé ici, merci de compléter l'article en donnant les références utiles à sa vérifiabilité et en les liant à la section « Notes et références ».
Les relations entre la France et l'Union africaine désignent les relations diplomatiques s'exerçant entre un Etat principalement européen, la République française, et une organisation interétatique africaine, l'Union africaine.

## Histoire

### Les élites indigènes d'AOF à la tête des projets d'unification de l'Afrique
Les élites d'Afrique francophone ranimèrent le projet intellectuel et politique du panafricanisme dans les années qui précédèrent et suivirent l'indépendance. Aimé Césaire, Félix Houphouët-Boigny et Léopold Sédar Senghor sont ainsi à l'avant-garde du projet d'union des peuples africains. Par ailleurs, le Parti communiste français soutient les Africains dans leur volonté d'émancipation.
La première tentative d'union politique en Afrique fut menée dans les années 1960 par deux anciennes colonies françaises tout juste indépendantes, à savoir la Guinée et le Mali. Ces deux Etats créèrent l'Union des Etats africains, mise à mal dès 1962.

## Relations contemporaines

### Médias et idées
De nombreux médias panafricains sont édités en français, à l'image de Jeune Afrique, hebdomadaire basé à Paris. La France accueille également des penseurs panafricains à l'image de Kémi Séba.

### Litiges territoriaux
En mai 2004, la Commission de l'Union africaine dénonce l'occupation étrangère de territoires considérés comme africains. La France est qualifiée d'occupant en raison de sa présence à La Réunion, à Mayotte et dans les Îles éparses.